# Angel Dark
Viktória Knezová (Michalovce, Košice; 18 de abril de 1982), más conocida por su nombre artístico Angel Dark, es una actriz pornográfica y modelo erótica eslovaca retirada. En 2011 ganó el Premio AVN a la artista femenina extranjera del año.

## Biografía
Viktória trabajaba como bartender en un restaurante de Eslovaquia. En cierta ocasión se encontró por la calle con una amiga introducida en la industria que la animó a presentarse a un casting de Pierre Woodman y probar suerte en el ambiente. Angel se decidió a hacerlo y empezó en 2002 con una sesión de fotos para Woodman. En ella ya practicó la primera DP de su carrera (y de su vida, según comenta ella misma) junto a los actores porno franceses Pascal St. James y Joachim Kessef. Su primer video también fue para Woodman, para su serie "Superfuckers" de Hustler.
A partir de ahí, Angel ha sido una de las chicas más solicitadas por los directores y compañías más reputadas del negocio. VMD, Third Degree, Evil Angel, Elegant Angel, Private, Devil's Film, Black Magic, Showtime, DVSX, Zero Tolerance, Red Light District, Platinum X, New Sensations, Media Partners, etc. son algunas de las productoras que han contado con sus servicios.
Entre 2003 y 2005 continuamente viajaba a España para asistir a sesiones de fotos en la Costa del Sol y en Ibiza y para numerosos rodajes. También asistió a las cuatro últimas ediciones del FICEB con diferentes compañías.
En la 13.ª edición del FICEB de 2005, Angel Dark se alzó con la Ninfa a "Mejor Starlette Internacional" por su aparición en Robinson Crusoe (in the Sin Island) de Private.

## Premios y nominaciones
| Año  | Premio           | Resultado | Categoría                                         | Película                 |
| ---- | ---------------- | --------- | ------------------------------------------------- | ------------------------ |
| 2005 | Premios FICEB    | Ganadora  | Premio Ninfa: Mejor estrella joven                | Planet Silver 2          |
| 2006 | Premios AVN      | Nominada  | Artista femenina extranjera del año               | —                        |
| 2006 | Premios AVN      | Nominada  | Mejor escena de sexo en una producción extranjera | Beautiful Girls 17       |
| 2006 | Premios AVN      | Nominada  | Mejor escena de sexo en una producción extranjera | Big Wet Tits 2           |
| 2006 | Premios AVN      | Nominada  | Mejor escena de sexo en una producción extranjera | Rocco Ravishes Ibiza 2   |
| 2006 | Premios AVN      | Nominada  | Mejor escena de sexo en una producción extranjera | The Voyeur 29            |
| 2006 | Premios FICEB    | Nominada  | Premio Ninfa: Mejor actriz                        | Snob                     |
| 2007 | Premios AVN      | Nominada  | Artista femenina extranjera del año               | —                        |
| 2007 | Premios FICEB    | Nominada  | Premio Ninfa: Mejor actriz                        | Resex                    |
| 2009 | Premios Erotixxx | Nominada  | Mejor actriz internacional                        | —                        |
| 2010 | Premios AVN      | Nominada  | Estrella web del año                              | —                        |
| 2010 | Premios AVN      | Nominada  | Mejor escena de sexo en una producción extranjera | Smoking Sluts            |
| 2011 | Premios AVN      | Ganadora  | Artista femenina extranjera del año               | —                        |
| 2011 | Premios XBIZ     | Nominada  | Artista femenina extranjera del año               | —                        |
| 2011 | Premios XRCO     | Nominada  | Mejor cumback                                     | —                        |
| 2012 | Premios AVN      | Nominada  | Mejor escena de sexo en una producción extranjera | All Stars Teens 2        |
| 2014 | Premios AVN      | Nominada  | Mejor escena de sexo en una producción extranjera | Eurobabes Jizz Explosion |